# Тимонин (Новоузенский район)
Тимонин —хутор в Новоузенском районе Саратовской области в составе городского поселения Муниципальное образование город Новоузенск. 

## География
Находится на расстоянии примерно 21 километр по прямой на северо-восток от районного центра города Новоузенск.

## История
Официальная дата основания 1962 год. 

## Население
Постоянное население составило 33 человека (70% казахи) в 2002 году, 13 в 2010.